# Channigarayapura, Malur
Channigarayapura là một làng thuộc tehsil Malur, huyện Kolar, bang Karnataka, Ấn Độ.